# Stazione di Santa Caterina dello Jonio
La stazione di Santa Caterina dello Jonio è una stazione ferroviaria posta sulla ferrovia Jonica. Serviva il centro abitato di Santa Caterina dello Ionio.

## Movimento

### Trasporto regionale
La stazione è servita da treni regionali che collegano Santa Caterina dello Jonio con: 
- Catanzaro Lido
- Reggio Calabria Centrale
- Lamezia Terme Centrale (via Catanzaro Lido)
- Locri

I treni del trasporto regionale vengono effettuati con ALn 663, ALn 668 in singolo e doppio elemento, dal 2015 in graduale dismissione in favore dei treni ATR.220 Swing e, dal 2023, dei nuovi ibridi Hitachi Blues.